# João Afonso de Aveiro

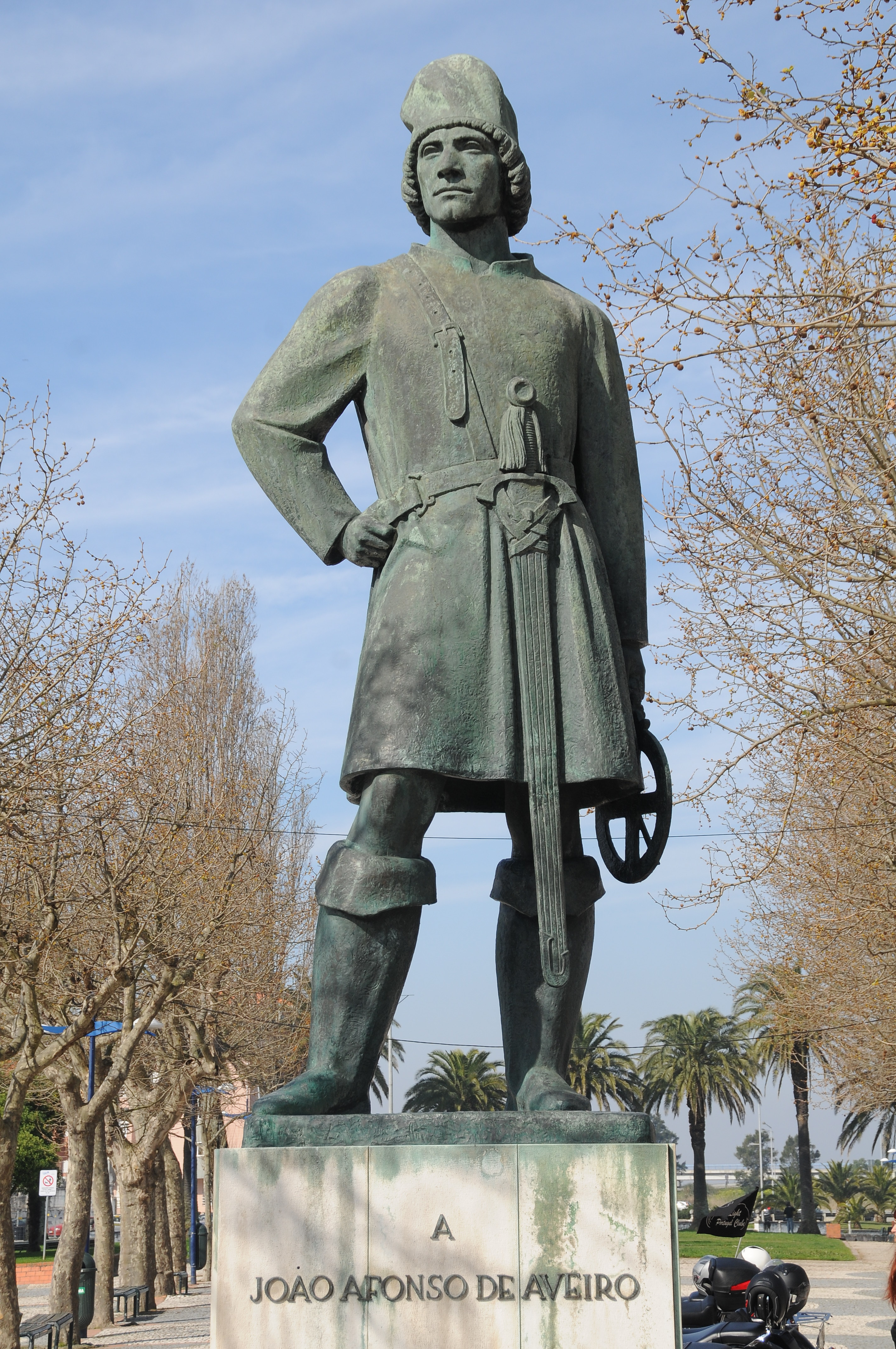
João Afonso de Aveiro

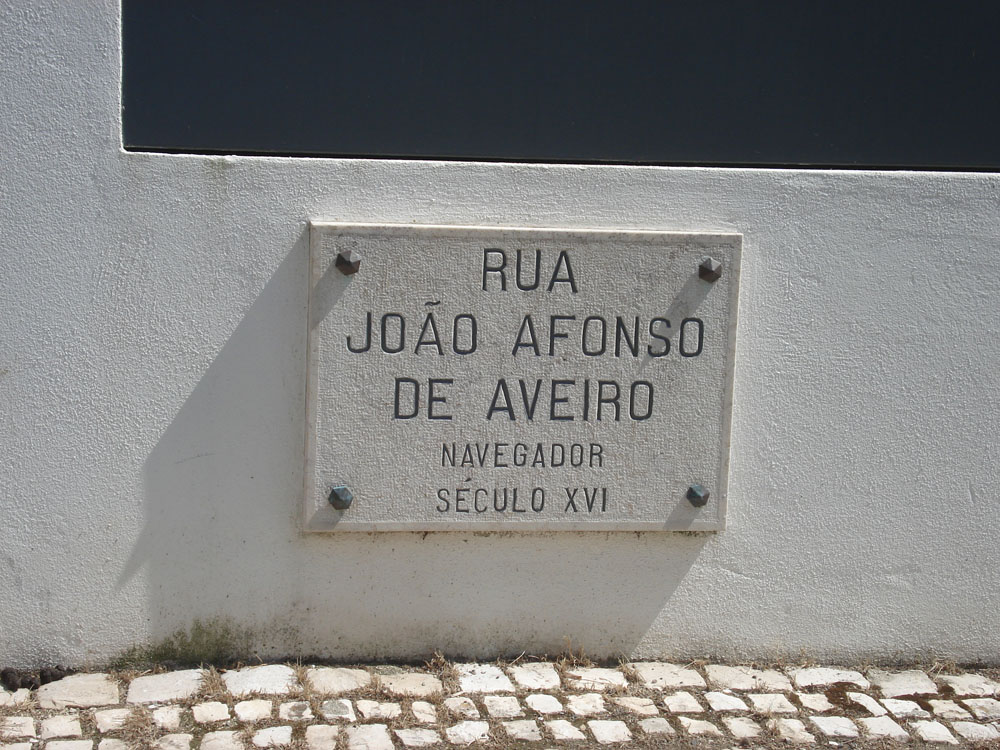
Placa toponímica da Rua João Afonso de Aveiro, em Lisboa, Portugal

João Afonso de Aveiro foi um piloto português natural de Aveiro, activo no século XV. Acompanhou como piloto Diogo Cão, na viagem que fez à costa de África em 1484, por ordem de D. João II. Diogo Cão, na volta dessa expedição, de que resultou o descobrimento do Congo e do Zaire, tão elogiosas informações deu ao rei sobre os merecimentos do piloto, que logo no ano seguinte este foi encarregado da exploração do rio Formoso (rio Benin), resultando dessa exploração o descobrimento do reino do Benim, na Guiné. João Afonso estabeleceu feitorias no Benim e foi ele quem deu a D. João II informações sobre Prestes João das Índias, as quais foram incentivo e começo das relações portuguesas com a Etiópia. João Afonso de Aveiro morreu no Benim.